# Orinoco-Aguti
Das Orinoco-Aguti (Dasyprocta guamara) ist eine Art der Agutis. Es kommt im Orinocodelta in Venezuela vor.

## Merkmale
Das Orinoco-Aguti erreicht eine Kopf-Rumpf-Länge von etwa 46 bis 56 Zentimetern bei einem Gewicht von 3 bis 4,4 Kilogramm. Die Schwanzlänge beträgt 20 bis 23 Millimeter, die Ohrlänge 40 bis 46 Millimeter und die Hinterfußlänge 135 bis 144 Millimeter. Es ist einfarbig braun bis schwarz gefärbt mit ockerfarbenen Schattierungen. Im Aussehen entspricht es weitgehend dem Goldaguti (D. leporina), unterscheidet sich von diesem jedoch vor allem durch die Proportionen der Gliedmaßen zum Kopf. Die Hinterfußlänge des Orinoco-Aguti beträgt etwa 130 % der Schädellänge, die des Goldaguti nur etwa 115 %.

## Verbreitung

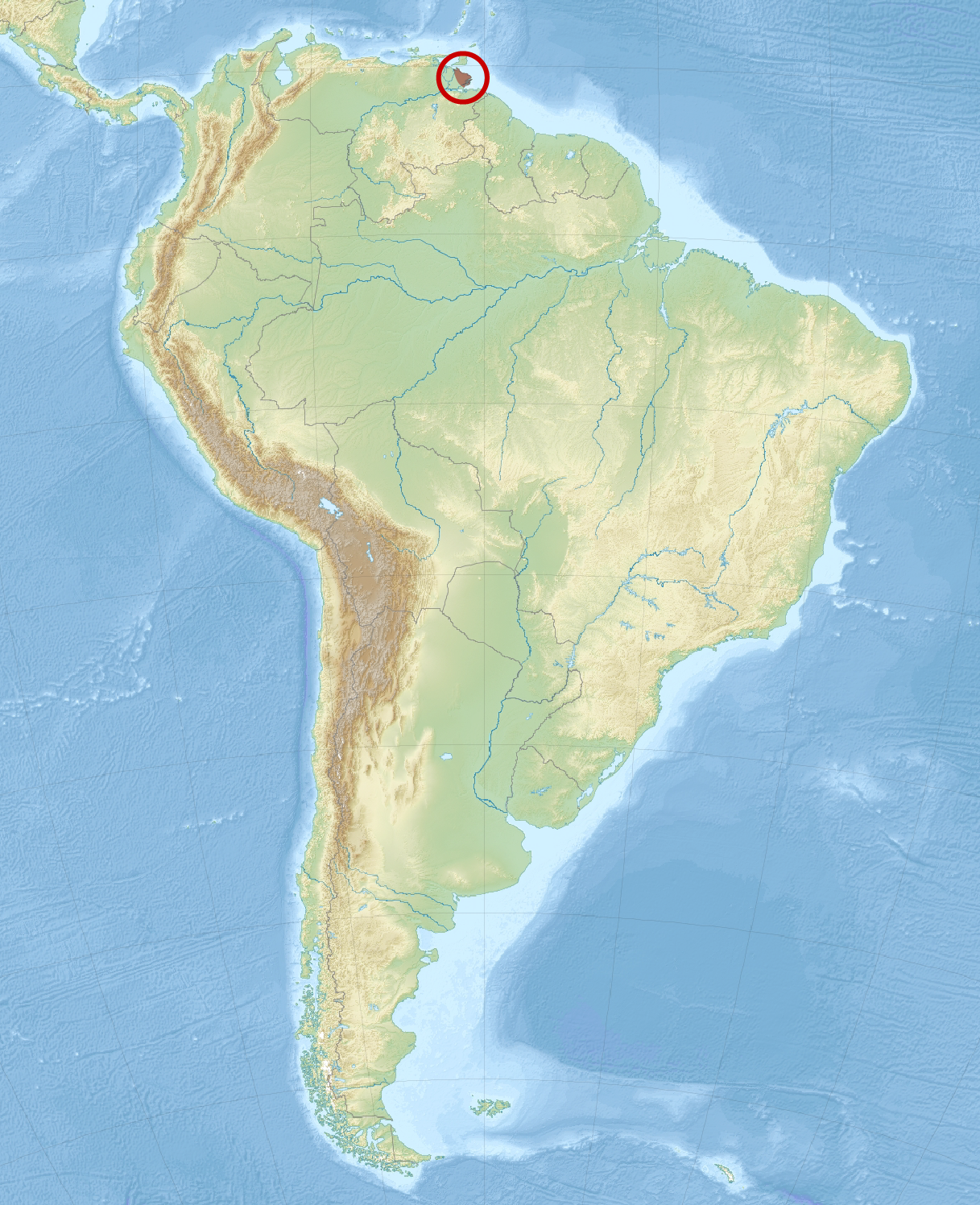
Verbreitungsgebiet des Orinoco-Agutis

Das Verbreitungsgebiet des Orinoco-Agutis ist auf die Region des Orinocodeltas in Venezuela beschränkt. Es ist nur von zwei Fundorten Caño Araguabisi im Territorio Delta Amacuro bekannt.

## Lebensweise
Das Orinoco-Aguti ist nur aus dem dichten und sumpfigen Gebiet am Orinocodelta bekannt. Über die Lebensweise der Tiere liegen nur sehr begrenzte Informationen vor. Sie sind tagaktiv und verstecken sich in Höhlungen in Baumstämmen und ähnlichen Verstecken. Durch die verlängerten Beine sind sie wahrscheinlich in der Lage, sich besser durch den sumpfigen Lebensraum zu bewegen.
Wie andere Arten der Gattung sind sie herbivor und ernähren sich wahrscheinlich von Früchten, Samen und Blättern. Von fünf gefangenen weiblichen Tieren im November waren zwei trächtig, beide mit jeweils zwei Embryonen.

## Systematik
Das Orinoco-Aguti wird als eigenständige Art innerhalb der Gattung der Agutis (Dasyprocta) eingeordnet, die aus mehr als zehn anerkannten Arten besteht. Die wissenschaftliche Erstbeschreibung der Art stammt von dem finnischen Zoologen Juhani Ojasti aus dem Jahr 1972, der sie anhand von Individuen aus dem Caño Araguabisi im Territorio Delta Amacuro in Venezuela beschrieb.
Innerhalb der Art werden keine Unterarten unterschieden.

## Status, Bedrohung und Schutz
Das Orinoco-Aguti wird von der International Union for Conservation of Nature and Natural Resources (IUCN) als potenziell bedroht („near threatened“) eingeordnet. Begründet wird dies damit, dass ihr Verbreitungsgebiet weniger als 10.000 km² beträgt und der Umfang und die Qualität ihres Lebensraums wahrscheinlich abnehmen. Das Gebiet wird jedoch von der venezolanischen Regierung geschützt, und der größte Teil ihres Verbreitungsgebiets befindet sich in Schutzgebieten.

## Belege
1. 1 2 3 4 5 6 7 8  Guamara Agouti. In: J. A. Gilbert, T.E. Lacher jr: Family Dasyproctidae (Agoutis and Acouchys) In: Don E. Wilson, T.E. Lacher, Jr., Russell A. Mittermeier (Hrsg.): Handbook of the Mammals of the World: Lagomorphs and Rodents 1. (HMW, Band 6) Lynx Edicions, Barcelona 2016, S. 459, ISBN 978-84-941892-3-4.
2. 1 2 3  Dasyprocta guamara in der Roten Liste gefährdeter Arten der IUCN 2019. Eingestellt von: N. Roach, L. Naylor, 2016. Abgerufen am 22. Dezember 2022.
3. 1 2 3  Dasyprocta guamara. In: Don E. Wilson, DeeAnn M. Reeder (Hrsg.): Mammal Species of the World. A taxonomic and geographic Reference. 2 Bände. 3. Auflage. Johns Hopkins University Press, Baltimore MD 2005, ISBN 0-8018-8221-4.